# دورة المياه العميقة
تتضمن دورة المياه العميقة، أو دورة المياه الجيولوجية، تبادل المياه مع الوشاح، مع نقل المياه إلى أسفل من خلال اندساس المحيطات المندمجة والعودة من خلال النشاط البركاني، والتي تختلف عن عملية دورة المياه التي تحدث فوق سطح الأرض وعلى سطحه. يصل بعض الماء إلى الغطاء السفلي وقد يصل إلى اللب الخارجي. تُظهر تجارب فيزياء المعادن أن المعادن المائية يمكن أن تحمل الماء إلى عمق الوشاح في ألواح أكثر برودة، وحتى «المعادن اللامائية اسميًا» يمكنها تخزين ما يكفي من المياه في العديد من المحيطات.

## المقدمة
من وجهة النظر التقليدية لدورة المياه (المعروفة أيضا باسم الدورة الهيدرولوجية)، تتحرك المياه بين الخزانات في الغلاف الجوي وسطح الأرض أو بالقرب من السطح (بما في ذلك المحيطات والأنهار والبحيرات والأنهار الجليدية والغطاء الجليدي القطبي والغلاف الحيوي والمياه الجوفية). ومع ذلك، بالإضافة إلى دورة السطح، يلعب الماء أيضًا دورًا مهمًا في العمليات الجيولوجية التي تصل إلى القشرة والوشاح. يحدد محتوى الماء في الصهارة مدى انفجار ثوران بركاني؛ الماء الساخن هو القناة الرئيسية للمعادن المهمة اقتصاديًا للتركيز في الرواسب المعدنية الحرارية المائية؛ ويلعب الماء دورًا مهمًا في تكوين وهجرة النفط.

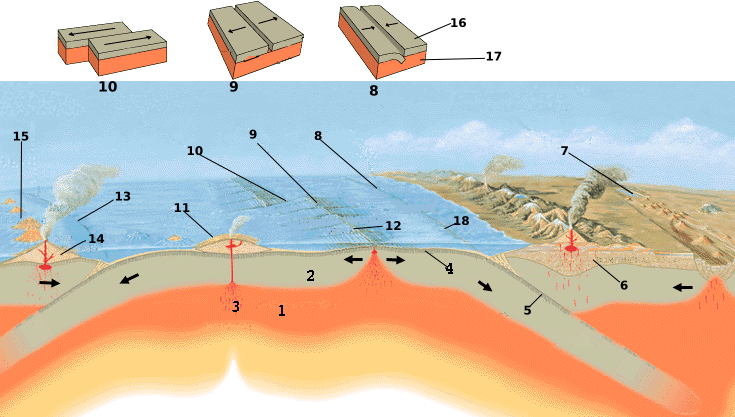
رسم تخطيطي لحدود الصفائح التكتونية. تمت مناقشته في النص عبارة عن لوحة مقسّمة (5)؛ قوس الجزيرة (15) فوق إسفين في الوشاح؛ حافة وسط المحيط (12)؛ ونقطة ساخنة (3).

الماء ليس مجرد مرحلة منفصلة في الأرض. تتسرب مياه البحر إلى القشرة المحيطية والصخور البركانية المهدرة مثل الزبرجد الزيتوني والبيروكسين، وتحولها إلى معادن مائية مثل صخور السربنتين والتلك والبروسيت. في هذا الشكل، يتم نقل الماء إلى الوشاح. الوشاح العلوي للأرض، تعمل الحرارة والضغط على تجفيف هذه المعادن، مما يؤدي إلى إطلاق الكثير منها في الجزء العلوي من الوشاح، مما يؤدي إلى ذوبان الصخور التي ترتفع لتشكيل أقواس بركانية. ومع ذلك، فإن بعض «المعادن اللامائية اسميًا» التي تكون مستقرة في عمق الوشاح يمكنها تخزين تركيزات صغيرة من الماء على شكل هيدروكسيل (OH -)،  ولأنها تحتل كميات كبيرة من الأرض، فهي قادرة على تخزين ما لا يقل عن محيطات العالم.
إن النظرة التقليدية لأصل المحيط هي أنه تم ملؤه من خلال إطلاق الغازات من الوشاح في أوائل الدهر العتيق، وظل الدثار جافًا منذ ذلك الحين. ومع ذلك، فإن الاندساس يؤدي إلى نزول المياه بمعدل يؤدي إلى إفراغ المحيط خلال 1-2 مليار سنة. على الرغم من ذلك، فإن التغيرات في مستوى سطح البحر العالمي خلال ثلاث إلى أربع مليارات سنة الماضية لم تكن سوى بضع مئات من الأمتار، أي أصغر بكثير من متوسط عمق المحيط البالغ 4 كيلومترات. وبالتالي، من المتوقع أن تكون تدفقات الماء داخل وخارج الوشاح متوازنة تقريبًا، وأن يكون محتوى الماء في الوشاح ثابتًا. تعود المياه المنقولة إلى الوشاح في النهاية إلى السطح في شكل ثورات بركانية عند ظهر المحيط والنقاط الساخنة. يُعرف دوران الماء هذا في الوشاح والظهر بدورة المياه العميقة أو دورة المياه الجيولوجية.
تتراوح تقديرات كمية الماء في الوشاح من إلى 4 مرات الماء في المحيط. يوجد 1.37 × 10 18 م 3 من الماء في البحار، لذلك، هذا يشير إلى أن هناك ما بين 3.4 × 10 17 و 5.5 × 10 18 م 3 من الماء في الوشاح. تأتي القيود المفروضة على الماء في الوشاح من علم المعادن في الوشاح، وعينات من الصخور من الوشاح، والمجسات الجيوفيزيائية.

## سعة التخزين

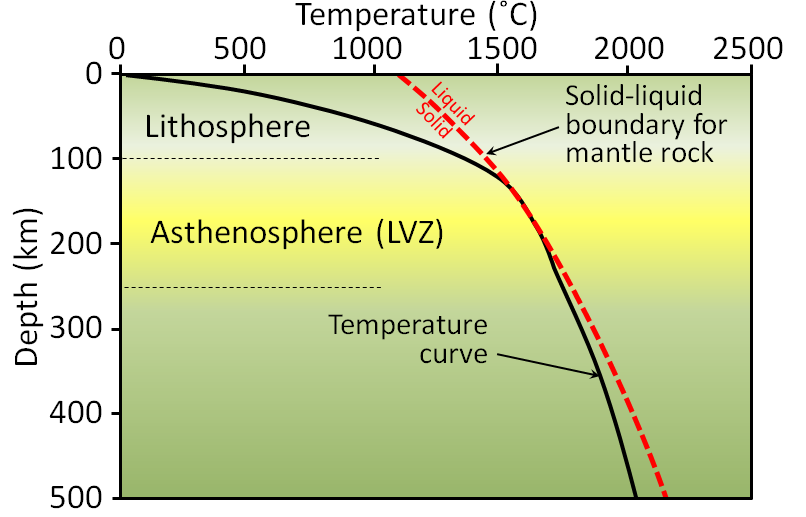
اعتماد درجة الحرارة على العمق في أعالي 500 من كوكب الأرض كيلومترات (منحنى أسود).

يمكن الحصول على حد أعلى لكمية الماء في الوشاح من خلال النظر في كمية المياه التي يمكن أن تحملها معادنها (سعة تخزينها). هذا يعتمد على درجة الحرارة والضغط. حيث يوجد ميل شديد الانحدار في درجة الحرارة في الغلاف الصخري حيث تنتقل الحرارة بالتوصيل ولكن في الوشاح يتم تحريك الصخور بالحمل الحراري وتزداد درجة الحرارة ببطء (انظر الشكل). الألواح المتساقطة أبرد من متوسط درجات الحرارة.

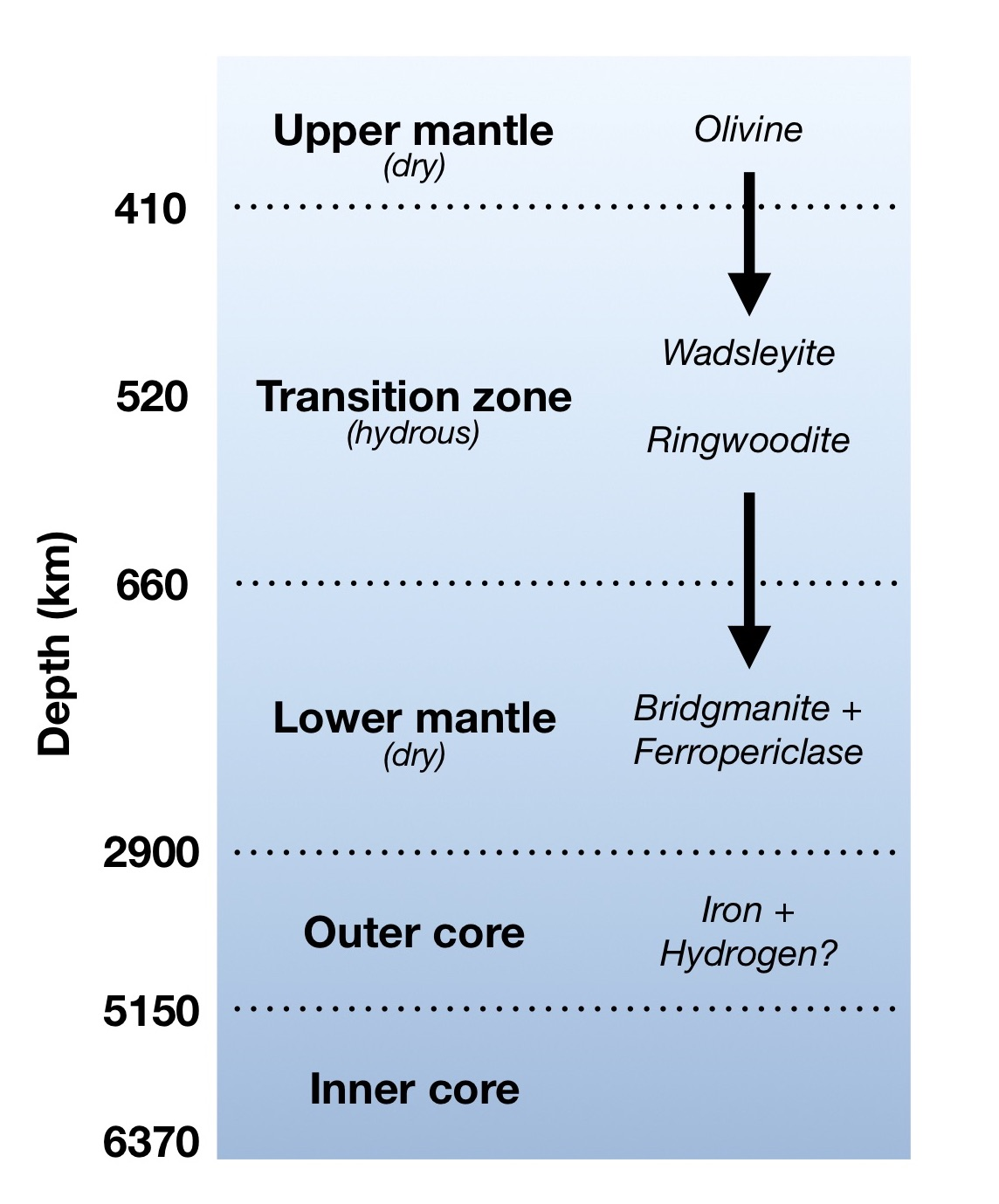
التحولات الطورية للزبرجد الزيتوني المتحرك عبر الوشاح العلوي، والمنطقة الانتقالية، والوشاح السفلي. في القلب، يمكن تخزين الماء على شكل هيدروجين مرتبط بالحديد.

يمكن تقسيم الوشاح إلى الوشاح العلوي (فوق عمق 410 كم) ومنطقة انتقالية (بين 410 كم و660 كم)، والوشاح السفلي (أقل من 660 كم). يتكون جزء كبير من الوشاح من الزبرجد الزيتوني ومتعدد الأشكال عالي الضغط. في الجزء العلوي من المنطقة الانتقالية، يمر بمرحلة انتقالية إلى وادسلايت، وعلى عمق حوالي 520 كم، يتحول وادسلايت إلى رينجوودايت الذي له هيكل الإسبنيل. في الجزء العلوي من الوشاح السفلي، يتحلل الرينجوودايت إلى بريدجمانيت وحديدي بريكلاز.
أكثر المعادن شيوعًا في الوشاح العلوي هو الزبرجد الزيتوني. بالنسبة لعمق 410 كم، تمت مراجعة تقدير مبكر لـ 0.13 نسبة مئوية من الماء بالوزن (بالوزن٪) صعوداً إلى 0.4٪ بالوزن ثم إلى 1٪ بالوزن. ومع ذلك، تقل القدرة الاستيعابية بشكل كبير نحو الجزء العلوي من الوشاح. معدن آخر شائع، البيروكسين، له قدرة تقديرية تبلغ 1٪ بالوزن بالقرب من 410 كيلومترات.
يتم نقل المياه عن طريق وادسلايت ورينغووديت؛ في الظروف الباردة نسبيًا للوح النازل في المنطقة الانتقالية ويمكن أن تحمل ما يصل إلى 3٪ بالوزن، بينما في درجات الحرارة الأكثر دفئًا للوشاح المحيط، تبلغ سعتها التخزينية حوالي 0.5٪ بالوزن. تتكون منطقة الانتقال أيضًا من 40٪ ماجوريت على الأقل، وهي مرحلة ضغط عالٍ من العقيق؛  هذه سعة 0.1 فقط بالوزن٪ أو أقل.
تعد السعة التخزينية للوشاح السفلي موضوعًا للجدل، حيث تتراوح التقديرات من ما يعادل 3 مرات إلى أقل من 3 ٪ من المحيط. اقتصرت التجارب على الضغوط الموجودة في أعلى 100 كيلومتر من الوشاح وتشكل تحديًا في الأداء. قد تكون النتائج منحازة لأعلى من خلال شوائب معدنية مائية ولأسفل بفعل الفشل في الحفاظ على تشبع السوائل.
عند الضغط العالي، يمكن أن يتفاعل الماء مع الحديد النقي للحصول على FeH وFeO. تتنبأ نماذج اللب الخارجي بأنه يمكن أن يحتوي على ما يصل إلى 100 محيط من الماء بهذا الشكل، وقد يكون هذا التفاعل قد جفف الوشاح السفلي في التاريخ المبكر للأرض.

## ماء من الوشاح
القدرة الاستيعابية للوشاح ليست سوى الحد الأعلى، وليس هناك سبب مقنع لنفترض أن الوشاح مشبع. تأتي القيود الإضافية على كمية وتوزيع المياه في الوشاح من التحليل الجيوكيميائي للبازلت المنفجر والزينوليث من الوشاح.

### البازلت
تشكلت البازلت في تلال وسط المحيطات والنقاط الساخنة تنشأ في الوشاح وتستخدم لتوفير معلومات عن تكوين الوشاح. قد تتعرض الصهارة المتصاعدة إلى السطح إلى بلورة جزئية حيث تستقر المكونات ذات نقاط الانصهار الأعلى أولاً، ويمكن أن تحتوي الانصهار الناتج على محتويات مائية متنوعة على نطاق واسع؛ ولكن عند حدوث فصل طفيف، يكون محتوى الماء بين حوالي 0.07-0.6٪ بالوزن. (بالمقارنة، البازلت في أحواض القوس الخلفي حول الأقواس البركانية لها ما بين 1٪ بالوزن و2.9٪ بالوزن بسبب المياه المنبعثة من صفيحة الاندفاع.) 
يتم تصنيف البازلت وسط المحيط (MORBs) بشكل عام من خلال وفرة العناصر النزرة التي لا تتوافق مع المعادن التي تعيش فيها. وهي مقسمة إلى «عادي» MORB أو N-MORB، مع وفرة منخفضة نسبيًا من هذه العناصر، وE-MORB المخصب. يرتبط إثراء الماء جيدًا بإثراء هذه العناصر. في N-MORB، يُستنتج أن المحتوى المائي لوشاح المصدر يتراوح بين 0.08 و0.18٪ بالوزن، بينما في E-MORB يتراوح بين 0.2 و0.9٪ بالوزن.
وهناك تصنيف مشترك آخر، يستند إلى تحليلات ظهر المحيط وبازلت جزر المحيط (OIBs) من النقاط الساخنة، يحدد خمسة عناصر. يعتبر بازلت المنطقة البؤرية (FOZO) الأقرب إلى التكوين الأصلي للوشاح. يُعتقد أن عضوين نهائيين مخصبين (EM-1 وEM-2) ينشأن من إعادة تدوير رواسب المحيطات وOIBs. تشير H1MU إلى "high-μ"، حيث μ هي نسبة اليورانيوم ونظائر الرصاص (μ = 238U/234Pb). المكون الخامس مستنفد MORB (DMM). نظرًا لأن سلوك الماء مشابه جدًا لسلوك عنصر السيزيوم، غالبًا ما تستخدم نسب الماء إلى السيزيوم لتقدير تركيز الماء في المناطق التي تعتبر مصادر للمكونات. حددت دراسات متعددة محتوى الماء في المنطقة البؤرية بحوالي 0.075٪ بالوزن، ومن المحتمل أن يكون الكثير من هذه المياه هو الماء «الأحدث» المكتسب خلال تراكم الأرض. يحتوي DMM على 60 جزء في المليون من الماء فقط. إذا أخذت هذه المصادر عينات من جميع مناطق الوشاح، فإن إجمالي المياه يعتمد على نسبتها؛ بما في ذلك حالات عدم اليقين، تتراوح التقديرات من 0.2 إلى 2.3 محيطًا.

### شوائب الالماس

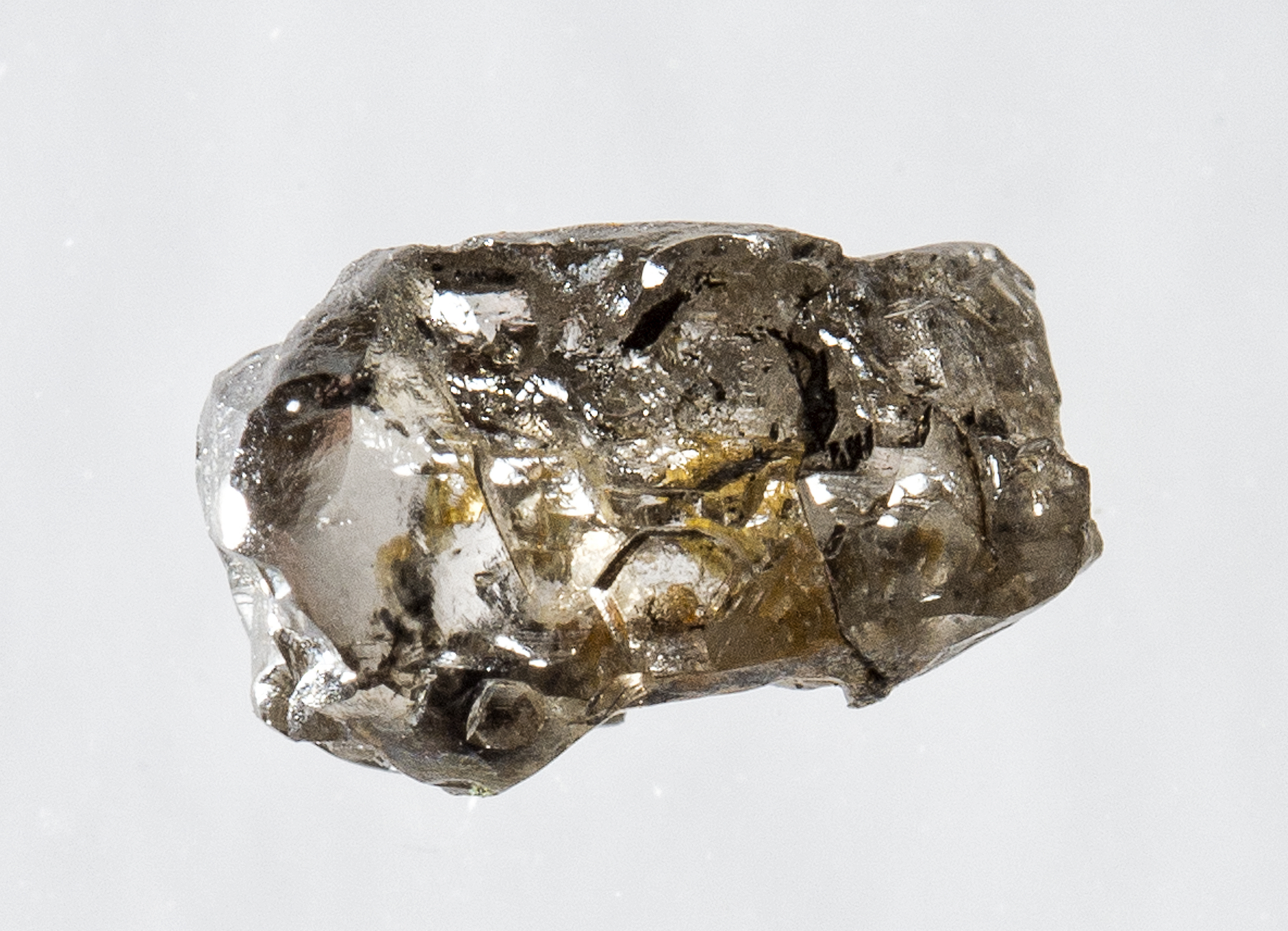
الماس من جوينا، البرازيل مع شوائب رينجوودايت يوحي بوجود الماء في المنطقة الانتقالية.

تأتي العينات المعدنية من المنطقة الانتقالية والوشاح السفلي من شوائب موجودة في الالماس. اكتشف الباحثون مؤخرًا شوائب الالماس في Ice-VII في المنطقة الانتقالية. Ice-VII هو ماء في حالة ضغط مرتفع. يشير وجود الماس الذي تشكل في المنطقة الانتقالية ويحتوي على شوائب من Ice-VII إلى وجود الماء في المنطقة الانتقالية وفي الجزء العلوي من الوشاح السفلي. من بين ثلاث عشرة Ice-VII تم العثور عليها، ثمانية لها ضغوط حوالي 8-12 جيجا باسكال، مما يؤدي إلى تتبع تكوين الشوائب إلى 400-550 كم. يحتوي اثنان من الإضافات على ضغوط تتراوح بين 24 و25 جيجا باسكال، مما يشير إلى تكوين شوائب عند 610-800 كم. توفر ضغوط شوائب ice-VII دليلًا على أن الماء يجب أن يكون موجودًا في الوقت الذي تشكل فيه الماس في المنطقة الانتقالية من أجل أن يصبح محاصرًا على شكل شوائب. يقترح الباحثون أيضًا أن نطاق الضغوط التي تشكلت عندها الشوائب تشير إلى وجود شوائب كسوائل بدلاً من مواد صلبة.
تم العثور على ماسة أخرى مع شوائب رينغووديت. باستخدام تقنيات تشمل التحليل الطيفي بالأشعة تحت الحمراء ومطيافية رامان، وانحراف الأشعة السينية وقد وجد العلماء أن محتوى الماء في الرينغوودايت كان 1.4٪ بالوزن واستنتجوا أن المحتوى المائي الأكبر للوشاح يبلغ حوالي 1٪ بالوزن.

## الأدلة الجيوفيزيائية

### الناشئة عن زلزال
يشير كل من الانخفاض المفاجئ في النشاط الزلزالي والتوصيل الكهربائي إلى أن المنطقة الانتقالية قادرة على إنتاج الرينغووديت المائي. تجربة الزلازل (USArray) هو مشروع طويل الأمد يستخدم مقاييس الزلازل لرسم خريطة الوشاح الذي يقع تحت الولايات المتحدة. باستخدام بيانات من هذا المشروع، تُظهر قياسات مقياس الزلازل أدلة مقابلة على الذوبان في الجزء السفلي من المنطقة الانتقالية. يمكن تصور الذوبان في المنطقة الانتقالية من خلال قياسات السرعة الزلزالية حيث تنخفض السرعة الحادة في الوشاح السفلي الناجم عن اندساس الألواح عبر المنطقة الانتقالية. الانخفاض المقاس في السرعات الزلزالية يرتبط بدقة مع توقع وجود من 1 ٪ الوزن من ذوبان الماء.
تم اكتشاف مناطق السرعة المنخفضة للغاية (ULVZ) فوق حدود الوشاح الأساسي (CMB) مباشرةً. تتوافق التجارب التي تسلط الضوء على وجود بيروكسيد الحديد المحتوي على الهيدروجين (FeO2Hx) مع توقعات ULVZs. يعتقد الباحثون أن الحديد والماء يمكن أن يتفاعلوا لتكوين FeO2Hx في ULVZs في CMB. سيكون هذا التفاعل ممكنًا مع تفاعل اندساس المعادن المحتوية على الماء والإمداد الواسع بالحديد في اللب الخارجي للأرض. اقترحت الأبحاث السابقة وجود ذوبان جزئي في ULVZs، لكن تكوين الذوبان في المنطقة المحيطة بـ CMB لا يزال محل خلاف.

## الاندساس
عندما تنزل صفيحة محيطية إلى الوشاح العلوي، تميل معادنها إلى فقد الماء. كمية المياه المفقودة ومتى تعتمد على الضغط ودرجة الحرارة وعلم المعادن. يحمل الماء مجموعة متنوعة من المعادن التي تجمع بين نسب مختلفة من أكسيد المغنيسيوم (MgO) وثاني أكسيد السيليكون (SiO 2) والماء. في ضغوط منخفضة (أقل من 5 جيجا باسكال)، تشمل هذه الأنواع أنتيجوريت، وهو شكل من أشكال السربنتين كلينوكلور (كلاهما يحمل 13 وزن ٪ ماء)؛ التلك (4.8 wt٪) وبعض المعادن الأخرى ذات السعة المنخفضة. عند الضغط المعتدل (5-7 GPa) تشمل المعادن فلوجوبيت (4.8 بالوزن٪)، المرحلة 10 درجات (منتج عالي الضغط من التلك والماء،  10-13 بالوزن ٪) ولوسونيت (11.5 بالوزن ٪). عند ضغوط أعلى من 7 GPa ، يوجد توباز-أوه (Al 2 SiO 4 (OH) 2 ، 10 ٪ بالوزن)، مرحلة البيض (AlSiO 3 (OH)، 11-18 بالوزن ٪) ومجموعة من سيليكات المغنيسيوم المائية الكثيفة (DHMS) أو مراحل «الأبجدية» مثل المرحلة أ (12 بالوزن٪)، د (10 بالوزن٪) و E (11 بالوزن ٪).
يعتمد مصير الماء على ما إذا كانت هذه المراحل يمكن أن تحافظ على سلسلة غير منقطعة مع نزول البلاطة. على عمق حوالي 180 كم، حيث يكون الضغط حوالي 6 جيجاباسكال (GPa) ودرجة الحرارة حوالي 600 درجة مئوية، هناك «نقطة خنق» محتملة حيث تلتقي مناطق الاستقرار فقط. ستفقد الألواح الأكثر سخونة كل مياهها بينما تنقل الألواح الأكثر برودة الماء إلى مراحل DHMS. في الألواح الأكثر برودة، قد يكون بعض الماء المنطلق مستقرًا مثل Ice VII.